# Herold Georg Wilhelm Johannes Schweickerdt
|  | Dieser Artikel wurde aufgrund von formalen oder inhaltlichen Mängeln in der Qualitätssicherung Biologie zur Verbesserung eingetragen. Dies geschieht, um die Qualität der Biologie-Artikel auf ein akzeptables Niveau zu bringen. Bitte hilf mit, diesen Artikel zu verbessern! Artikel, die nicht signifikant verbessert werden, können gegebenenfalls gelöscht werden. Lies dazu auch die näheren Informationen in den Mindestanforderungen an Biologie-Artikel. |

Herold Georg Wilhelm Johannes Schweickerdt (* 29. November 1903 in Schmie, Baden-Württemberg; † 21. Februar 1977 in Pretoria) war ein südafrikanischer Botaniker deutscher Abstammung.

## Leben und Wirken
Er kam schon als Kind 1904 mit seinen Eltern in die damalige Kapkolonie. Er studierte dann in Südafrika, wo er 1924 seinen Bachelor-Abschluss machte. Er promovierte 1928 in Bonn bei Hans Fitting und wurde dann Professor für Botanik in Pretoria. Von 1940 bis 1964 war er auch Inspektor des Alten Botanischen Gartens der Georg-August-Universität Göttingen. Sein Autorenkürzel ist „Schweick.“
Sein Spezialgebiet lag in der Agrostologie, also der Arbeit mit Süßgräsern.

## Ehrentaxon
Das Artepitheton schweickerdtiana und schweickerdtii ehrt Herold Georg Wilhelm Johannes Schweickerdt, beispielsweise bei den Arten Gasteria schweickerdtiana Poelln. (Xanthorrhoeaceae), Caralluma schweickerdtii Oberm. (Asclepiadaceae), Schoenoxiphium schweickerdtii Merxm. & Podlech (Cyperaceae), Eriocaulon schweickerdtii Moldenke (Eriocaulaceae), Grewia schweickerdtii Burret (Tiliaceae).

## Schriften
- Untersuchungen über Photodinese bei Vallisneria spiralis. Borntraeger, Leipzig 1928 [Ausg. 1931], S. 79–134. In: Jahrbücher für wissenschaftliche Botanik. Band 68, H. 1. Hochschulschrift Bonn, Philologische Dissertation.
- A revision of the South African species of Helictotrichon[4]
- zusammen mit Wessel Marais Morphologische Untersuchungen an Oryza barthii A.Chev.[5]